# Jean-Victor Poncelet
Jean-Victor Poncelet (Metz, 1 juli 1788 – Parijs, 22 december 1867) was een Franse meetkundige en ingenieur die veel heeft bijgedragen aan een hernieuwde interesse in de projectieve meetkunde.

## Leven
Geboren in een arm gezin in Metz kreeg Poncelet een beurs voor het lycée en daarna voor de École Polytechnique, waar hij studeerde bij Gaspard Monge. In 1810 volgde hij de opleiding voor de genie in Metz. Hij werd luitenant bij de genie en diende in de veldtocht van Napoleon naar Rusland in 1812. Hij werd gevangengenomen bij de slag bij Smolensk in 1812, en werd krijgsgevangen gehouden door de Russen in Saratov. In 1814 werd hij gerepatrieerd naar Frankrijk.
Tijdens Poncelets krijgsgevangenschap studeerde hij projectieve meetkunde en begon de eigenschappen te onderzoeken die figuren met hun schaduwen gemeen hebben. Hier begon hij aan zijn boek Aplications d'analyse et de géométrie dat zou worden gepubliceerd in twee delen in 1862-1864. Hij bestudeerde kegelsneden en ontwikkelde, onafhankelijk van Joseph Gergonne, het principe van dualiteit.
Toen Poncelet terug was in Frankrijk, ging hij verder bij de genie-opleiding in Metz, en werd hoogleraar in de mechanica aan de école d'application in 1825. In zijn lezingen introduceerde hij de term vermoeiing om het bezwijken van materiaal onder herhaalde wisselende belasting te beschrijven. Ook was hij zeer geïnteresseerd in het ontwerpen van turbines en waterraderen. Hij kwam met een Francisturbine in 1826, die pas in 1838 werkelijk werd gebouwd. In zijn boek Introduction a la mécanique industrielle (1829) liet hij zien hoe in berekeningen arbeid en energie moeten worden omgezet en liet daarvan de toepassingen zien. Tegelijkertijd werden dezelfde ideeën ook door Gaspard-Gustave Coriolis ontwikkeld, maar dit werk maakte Poncelet tot de meest invloedrijke ingenieur in de geschiedenis. Aan Poncelet wordt het concept toegeschreven dat arbeid het product is van kracht en verplaatsing.
Poncelet verliet Metz in 1835 en werd hoogleraar in de mechanica aan de Sorbonne in 1838. Vanaf 1848 werd hij als generaal commandeur van de École Polytechnique. Hij stopte met zijn bestuurswerk in 1850 om zich helemaal op wiskundig onderzoek toe te leggen. Hij stierf in Parijs. In 1868 werd Adhémar Jean Claude Barré de Saint-Venant gekozen tot opvolger van Jean-Victor Poncelet in de faculteit mechanica van de Académie des Sciences.
Een oude Franse eenheid voor vermogen, de 'poncelet', werd naar hem vernoemd. Hij is een van de 72 Fransen wier namen in reliëf op de Eiffeltoren zijn aangebracht.

### Werken
- (1822) Traité des propriétés projectives des figures
- (1826) Cours de mécanique appliqué aux machines
- (1829) Introduction a la mécanique industrielle
- (1862/64) Applications d'analyse et de géométrie

### Biografie
- J. Bertrand, (1879) Mémoires de l'Académie des Sciences vol. 41